# Joe Higashi (The King of Fighters)
Joe Higashi(ジョー・ヒガシ o 丈東, Jō Higashi) es un personaje de los títulos Fatal Fury y The King of Fighters, utilizado principalmente como elemento cómico. Es uno de los personajes más antiguos de SNK, al haber aparecido en la primera entrega de la saga Fatal Fury. Su sobrenombre oficial es El Joven Campeón del Muay Thai.
Joe fue votado en una encuesta del Personal como el personaje N° 39 de sus favoritos. En la encuesta de popularidad de Neo Geo Freak's, fue votado como el segundo personaje favorito con un total de 3,654 votos.

## Fatal Fury
Aunque Joe es originario de Japón, pasó la mayoría de su vida en Tailandia, donde practicó Muay Thai. Fue a través de sus victorias que ganó el apodo de Joe Higashi el "Gancho de Huracán".
Después que Joe se convirtiera en el campeón del Muay Thai, se dirigió a Southtown para probarse a sí mismo en el torneo de The King of Fighters. En su camino, se encuentra con Andy Bogard y Terry Bogard, quienes estaban a la caza del asesino de su padre, Geese Howard. Tan pronto como supieron que Geese patrocinaba el torneo, se volvieron firmes compañeros. Durante el torneo, se conoció con Hwa Jai, pero fue capaz de derrotarlo. Tras esto, se volvieron amigos y rivales de vuelta en Tailandia. En su ending de Fatal Fury 2, también tomó venganza de la derrota de Hwa ante Wolfgang Krauser.
Antes de los eventos de Fatal Fury 3, conoce acerca de los Hermanos Jin y de Yamazaki y le pide a Hwa que fuera con él a South Town.

## The King of Fighters
Joe se mantiene en el equipo de Terry durante la mayoría de los torneos de KOF. Él es frecuentemente, el factor que integra a Terry y a Andy a unirse a su equipo. En las series, desarrolló una rivalidad con King. Joe generalmente se le ve provocándola con su Cinturón de Muay Thai en The King of Fighters '98. En 2001, ingresa al torneo para evitar la bancarrota de un gimnasio con el dinero del premio.
Se ausenta durante KOF XI para participar en un torneo de Muay Thai que se llevaba a cabo al mismo tiempo. Queriendo revivir los viejos tiempos como equipo, los tres acceden a integrar el equipo de nuevo. Previo al torneo, Joe se molesta por el retraso de sus compañeros a su encuentro. Sabiendo que Hwa Jai está en el equipo de Kim y molesto por la actitud desinteresada de Terry, un Joe intoxicado calma su frustración contra el líder del equipo en el Paopao Cafe.

## Personalidad
Al principio, Joe fue un personaje estoico que vivía para entrenar y pelear. Con el transcurso del tiempo, se volvió un hombre inmaduro y bromista que se auto-considera un genio en muchas cosas. Él no toma tan en serio las peleas como los hermanos Bogard, pero adora pelear. Si Joe pudiera, él pelearía con quien quisiera. Le gusta ser el centro de atención y la gloria de ser victorioso.

## Poderes
- Aerokinesis: Joe puede crear aire y manipularlo. Con esto, el creó algunas técnicas, entre ellas están:
- Upper: lanza un gancho que manda a volar al oponente por los aires.
- Hurricane Upper: Joe puede crear pequeños huracanes que se mueven hacia adelante gracias a sus ganchos.
- Screw Upper: una versión más fuerte del Hurricane Upper, en vez de un pequeño huracán, este es un gran tornado que vuela todo a su paso.
- Ataques Múltiples: Joe puede dar una gran cantidad de golpes casi al mismo tiempo.
- Energy Attack: Joe puede utilizar su energía para dañar con sus rodillas y patadas. Entre ellas están:
- Tiger Kick: Joe ataca con un rodillazo imbuido de energía.
- Savage Kick: en este caso, ataca con una patada pura cuya energía se concentra en el pie.
- Patada Corte: una patada imbuida de energía que hace un arco en su ejecución.
- Puño Explosivo: Joe puede soltar un puñetazo de gran fuerza que explota al contacto.
- Cross Giants: Su HSDM en KOF 2002, Neowave y 2002 UM, emplea dos tornados a la vez con toda la fuerza del Screw Upper
- Puño Tornado: el Neo MaX de Joe en KOF XIII, donde con todo su poder dispara un tornado que se origina en su puño, dañando gravemente al oponente.

## Habilidades especiales
- Supervivencia: Joe aprendió técnicas de supervivencia en las junglas Tailandesas.

## Estilo de pelea
Joe utiliza los movimientos tradicionales del Muay Thai.

## Temas musicales
- Napolitan Blues - The King of Fighters '94
- Club M ~Flute in the Sky~ - The King of Fighters '95, '98 Ultimate Match (si usas a EX Terry, EX Andy y EX Joe como equipo)
- Big Shot - The King of Fighters '96
- Kurikinton ~Gomame Guitar Ver.~ - The King of Fighters '98, '98 Ultimate Match
- 176th Street - The King of Fighters '99
- Terry 115 - The King of Fighters 2000
- All OK! - The King of Fighters 2001
- Kurikinton - The King of Fighters 2002
- Prolongation - The King of Fighters 2003
- Wild Street - The King of Fighters XIII
- Street Dancer - The King of Fighters XIII (Versión Consola, como Tema Tipo B)
- Sun Shine Glory - The King of Fighters 2002 Unlimited Match

## Títulos en los que aparece
- Fatal Fury
- Fatal Fury 2
- Fatal Fury Special
- The King of Fighters '94
- Quiz The King of Fighters
- Fatal Fury 3
- The King of Fighters '95
- Real Bout Fatal Fury
- The King of Fighters '96
- Real Bout Fatal Fury Special: Dominated Mind
- Real Bout Fatal Fury Special
- The King of Fighters '97
- The King of Fighters: Kyo
- Real Bout Fatal Fury 2
- The King of Fighters '98
- The King of Fighters 98 UM
- Fatal Fury: Wild Ambition
- Fatal Fury: First Contact
- The King of Fighters '99
- Capcom vs SNK Pro
- Capcom vs SNK 2
- The King of Fighters 2000
- The King of Fighters 2001
- The King of Fighters EX - como striker del Fatal Fury Team
- The King of Fighters 2002
- The King of Fighters 2002 UM
- The King of Fighters 2003
- KOF: Maximum Impact 2 - como variación Armor Ralf
- The King of Fighters Neowave
- The King of Fighters XII
- The King of Fighters XIII
- Garou Densetsu The Legend of Wild Wolf
- Garou Densetsu Special
- The King of Fighters Online
- The King of Fighters XIV
- The King of Fighters XV

## Curiosidades
- The King of Fighters XI - Cameo en el ending del equipo Fatal Fury
- KOF: Maximum Impact 2 - Cameo en escenario
- Él hace un cameo en Super Smash Bros Ultimate, en el escenario de King of Fighters
- Joe se lleva bien con los personajes de Fatal Fury y la mayoría de mujeres del equipo femenino
- El estilo de peinado fue base del de Seiya de Saint Seiya y del estilo de pelea de K9999
- SVC Chaos: SNK vs Capcom- Lo menciona Terry Bogard al confundirlo con Sagat y en su ending
- Estuvo ausente en KOF XI